# 王綸 (正德進士)
王綸（1485年—？），字廷言，號易水，直隸真定府藁城縣民籍，江西永豐縣人，明朝政治人物。

## 生平
順天府鄉試第六十名。正德十二年（1517年），登丁丑科會試一百八十二名，第二甲第九名進士。兵部观政，授刑部主事，历官刑部河南司署员外郎，嘉靖四年（1525年）五月升山西按察司佥事，轉四川按察司副使，卒。

## 家族
曾祖王賢佐；祖父王拱仁；父王衛道。母秦氏；繼母宋氏。具庆下。